# Semiothisa trimaculata
Semiothisa trimaculata är en fjärilsart som beskrevs av W. Warren 1906. Semiothisa trimaculata ingår i släktet Semiothisa och familjen mätare. Inga underarter finns listade i Catalogue of Life.